# Johannes Huß
Johannes Huß (* 9. August 1998 in Bad Tölz) ist ein deutscher Eishockeyspieler, der seit Juli 2024 bei den Iserlohn Roosters aus der Deutschen Eishockey Liga (DEL) unter Vertrag steht. Zuvor spielte der Verteidiger bereits für die Düsseldorfer EG und Schwenninger Wild Wings in der DEL.

## Karriere
Johannes Huß lernte das Eishockeyspielen beim SC Reichersbeuern, bevor er in die Nachwuchsabteilung des benachbarten EC Bad Tölz wechselte. In der Schüler-Bundesliga gewann er mit der U16-Mannschaft in den Jahren 2013 und 2014 die deutsche Meisterschaft. Anschließend gehörte er zwei Jahre lang der Nachwuchsakademie bzw. den Hockey Juniors des EC Red Bull Salzburg an, bevor der Verteidiger im Jahr 2016 in Deutschland seine Profikarriere begann.
Für die Düsseldorfer EG (DEG) gab Huß in der Saison 2016/17 sein Debüt in der Deutschen Eishockey Liga (DEL), verbrachte den Großteil der Spielzeit aber per Förderlizenz bei den Tölzer Löwen in der Oberliga Süd, wo er zum Rookie of the Year gewählt wurde. In den folgenden beiden Jahren wurde er bereits hauptsächlich in der DEL eingesetzt, kam aber erneut auch noch zu Einsätzen bei Kooperationspartnern der DEG in der DEL2. Seit 2019 ist er vollends Stammspieler in der DEL.
In der Spielzeit 2019/20 verletzte sich Huß Ende Januar so schwer an der Schulter, dass die Saison für ihn beendet war. Anschließend erhielt er bei der DEG keinen neuen Vertrag und schloss sich dem Ligakonkurrenten Schwenninger Wild Wings an. Dort konnte der Abwehrspieler auch offensiv Akzente setzen und erzielte schon in der Saison 2020/21 seine ersten drei DEL-Tore. In der Spielzeit 2022/23 wurde er zum Assistenzkapitän berufen, ein Jahr später konnte er sich mit seinen Leistungen allerdings nicht mehr dauerhaft durchsetzen. In der Hauptrunde stand er in nur 30 Spielen auf dem Eis. Nach vier Jahren in Schwenningen erhielt er daraufhin keinen neuen Vertrag.
Im Mai 2024 gaben die Iserlohn Roosters bekannt, Huß für die Saison 2024/25 verpflichtet zu haben.

### International
Ab 2013 wurde Johannes Huß regelmäßig in Nachwuchs-Nationalmannschaften des Deutschen Eishockey-Bundes (DEB) berufen. Von der U16 an spielte er in allen Junioren-Jahrgängen. Mit der U18-Auswahl nahm er an der Weltmeisterschaft 2015 und nach dem Abstieg auch an der Weltmeisterschaft der Division IA 2016 teil. Der U20-Nationalmannschaft gehörte er bei der Weltmeisterschaft der Division IA 2018 an.
Seine ersten Länderspiele für die Herren-Nationalmannschaft absolvierte Huß im Februar 2020, als er für das „Top-Team Peking“ nominiert wurde. Die A-Nationalmannschaft vertrat er auch beim Deutschland Cup 2022, nachdem er Anfang des Jahres noch einen Platz im Kader für die Olympischen Spiele verpasst hatte.

## Erfolge und Auszeichnungen
- 2013 Deutscher Schülermeister mit dem EC Bad Tölz
- 2014 Deutscher Schülermeister mit dem EC Bad Tölz
- 2015 Meister der Erste Bank Juniors League (EBJL)
- 2017 Rookie of the Year in der Oberliga Süd

## Karrierestatistik
Stand: Ende der Saison 2024/25

### International
Vertrat Deutschland bei:

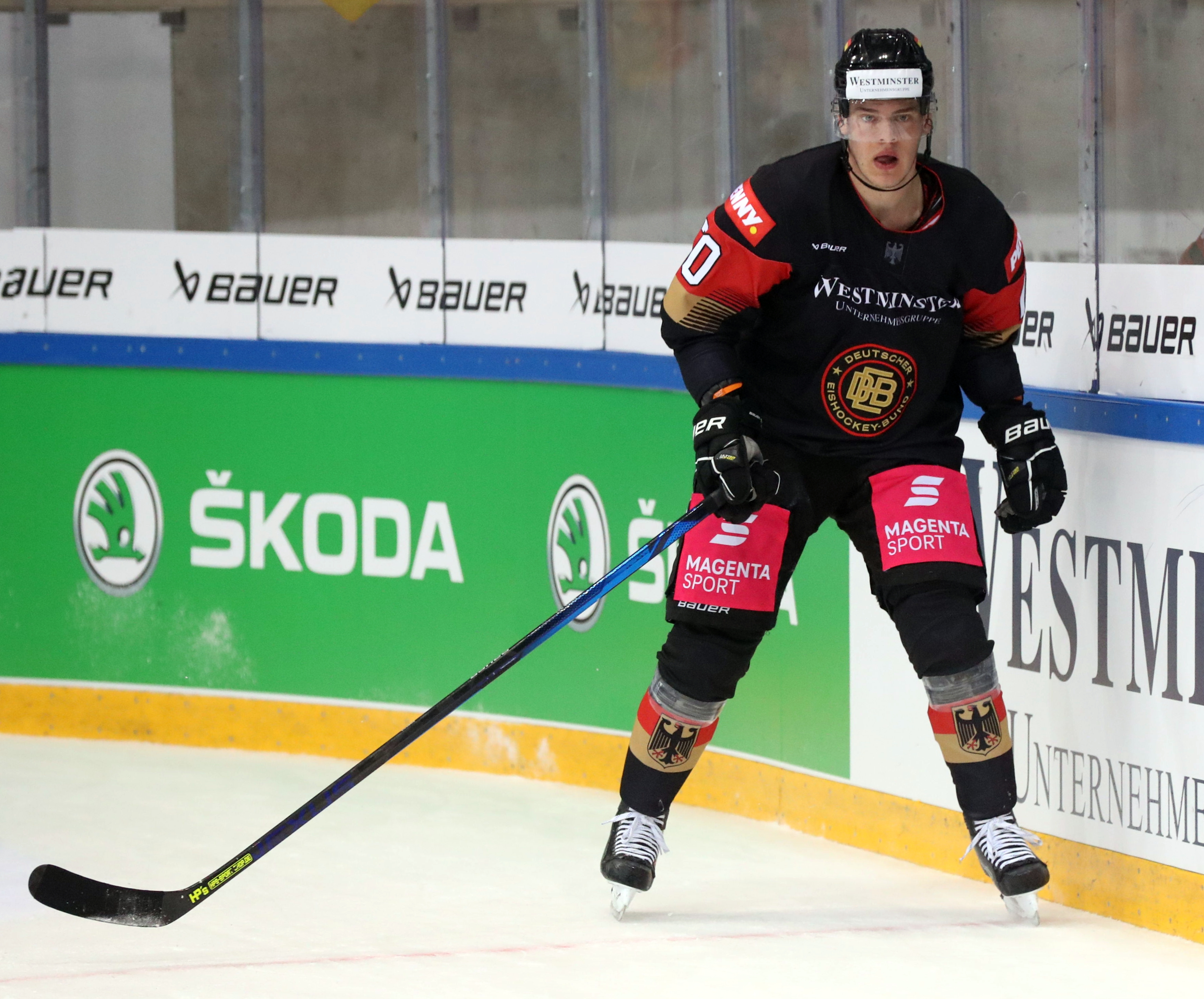
Johannes Huß im Trikot der deutschen Nationalmannschaft (2022)

- U18-Junioren-Weltmeisterschaft 2015
- U18-Junioren-Weltmeisterschaft der Division IA 2016
- U20-Junioren-Weltmeisterschaft der Division IA 2018

(Legende zur Spielerstatistik: Sp oder GP = absolvierte Spiele; T oder G = erzielte Tore; V oder A = erzielte Assists; Pkt oder Pts = erzielte Scorerpunkte; SM oder PIM = erhaltene Strafminuten; +/− = Plus/Minus-Bilanz; PP = erzielte Überzahltore; SH = erzielte Unterzahltore; GW = erzielte Siegtore; 1 Play-downs/Relegation; Kursiv: Statistik nicht vollständig)